# Соколья Грива
Соколья Грива — посёлок в Шатурском муниципальном районе Московской области. Входит в состав городского поселения Шатура. Население — 0 чел. (2010).

## Расположение
Посёлок Соколья Грива расположен в северной части Шатурского района, расстояние до МКАД порядка 135 км. Высота над уровнем моря 128 м.

## Название
Название происходит от расположения посёлка на одной из песчаных грядовых возвышенностей у озера Соколье.

## История
Посёлок возник в XX веке для проведения торфоразработок.
В советское время посёлок находился в административном подчинении рабочему посёлку Керва. В 2004 году после включения Кервы в черту города Шатуры, посёлок вошёл в состав Бордуковского сельского округа.
К востоку от посёлка расположена стоянка каменного века.

## Население
| 2006 | 2010 |
| ---- | ---- |
| 1    | ↘0   |